# Cordeo
Cordeoen er et specielt træningsredskab til brug ved heste. Det er en snor, snøre, tov eller lignende, som ligger på halsen lige foran hestens skulder mellem 6-7 halshvirvel. Den er designet til at være et lille link mellem hesten og træneren, men specielt er den lavet sådan, at det er svært at tvinge sin mening frem gennem den, man kan kun spørge. Derfor skal hesten stole på sin træner og være interesseret i sin træning, for at noget vil kunne lykkedes.
Flere og flere er begyndt at bruge dette lette træningsredskab, men specielt ses det hos den russiske hesteforkæmper Alexander Nevzorov.